# Za horyzont
Za horyzont (ros. За горизонт) – powieść postapokaliptyczna napisana przez rosyjskiego autora Andrieja Diakowa. Ostatnia część cyklu książek tego pisarza, należąca do serii Uniwersum Metro 2033. Polska wersja książki została wydana przez Insignis Media 9 października 2013.

## Opis fabuły
W petersburskim metrze wybucha wojna. Imperium Wegan postanawia podbić pozostałe niezależne stacje. Znany z poprzednich książek, doświadczony stalker Taran uzyskuje informacje na temat enigmatycznego projektu Ajsfejos, który to w założeniu ma dać możliwość oczyszczenia atmosfery oraz powierzchni planety od zanieczyszczeń pozostałych po wojnie atomowej. Trop prowadzi dokładnie na drugi koniec Rosji, do Władywostoku. Taran wraz z przybranym synem Glebem i przybraną córką Aurorą oraz resztą drużyny – Bezbożnikiem (lekarz), Migałyczem (maszynista metra, były pilot oblatywacz), Indianinem (ogryzek) oraz Giennadijem "Dymem" (stalker mutant) – wyrusza na wyprawę.